# 카자흐스탄의 종교
카자흐스탄의 종교 (2021년 인구조사)
다양한 여론 조사 결과에 따르면, 카자흐인들이 주를 차지하는 카자흐스탄 시민권자 중 다수는 정체성을 수니파 이슬람교인으로 인식하였다.
퓨 연구센터의 추산에 따르면, 카자흐인의 71%는 이슬람교를 따른다. 또한 17%는 기독교를 따르며, 10%는 분명한 신앙이 없는 이들이고, 0.9%는 주로 불교 및 전통 신앙 등 그 외의 종교를 따르던 이들이다.
카자흐스탄 내 3,000개의 모스크가 존재하고, 이 모스크들 전부는 최고 무프티가 이끄는 '카자흐스탄 무슬림 협회'에 속해 있다. 이드 알아드하가 국경일로 지정되어 있다.
2020년, 카자흐스탄 인구의 20%가 전통적으로 러시아계, 우크라이나계, 벨라루스계를 포함한 정교회 소속 기독교인이었다. 2011년, 카자흐스탄 내 다른 기독교인들에는 여호와의 증인 및 예수 그리스도 후기 성도 교회 등의 만민 구제주의적 기독교를 포함한  개신교도 (침례교, 장로교, 루터교도, 오순절 교회, 감리교, 메노파교인, 제칠일재림교도), 가톨릭교도 등이 있다. 2011년 기준으로, 등록된 정교회 교회당은 175개, 가톨릭 교회는 53개, 개신교는 교회당 및 예배소 343곳이 존재하며 그 외 등록된 종교 단체에는 유대교, 바하이교, 힌두교, 불교, 사이언톨로지교, 크리스천 사이언스, 통일교 등이 있다. 아흐마디야 공동체는 2011년 이래로 몇 차례 시도를 이어가고 있으나, 등록된 종교 단체 아니다.
율리우스력에 따른 러시아 정교회 방식으로 된 크리스마스가 카자흐스탄에서 국경일로 지정되어 있다.
카자흐스탄 정부는 하나피 수니파 이슬람교, 러시아 정교회, 그리스 및 로마 가톨릭교회, 루터교, 유대교 등을 포함한 일부 종교에 대해 '전통 종교'로 여기고 있으며 카자흐스탄의 일부에서 '비전통 종교'라고 하는 소수 종교 단체의 신자에 대해 경계심을 가질 수 있다.
2022년, 토카예프 대통령은 카자흐스탄이 '세속적이고 관용적인 나라'라고 언급하면서도 정부 기관들은 "여러 극단주의 운동과 종교적 분파주의를 못 본 체 하지 않을 것이다"라고 하였다.

## 종교의 역사

중세 시기 동방교회와 최대 범위.

카자흐스탄은 역사적으로 다양한 종교를 지닌 복잡한 민족 집단들이 위치한 곳이었다. 소비에트 연방 해체에 따른 독립 공화국의 토대는 사람들의 삶의 모든 측면에서 많은 변화를 가져왔다. 어느 종류의 문화적 정체성의 핵심적인 일부인 사람들의 신앙심 역시도 또한 역동적인 변화를 겪었다.
침례교 교회들이 종종 단속당하고 있다. 이는 이 나라의 요구 사항인 등록 절차를 거치지 않고 모임을 했기 때문이었다. 종교를 등록하지 않은 누구나 경찰들로부터 단속당할 위험에 놓여 있다. 또한 법을 위반한 사람들만이 가혹한 대우를 받은 것은 아니다.
2017년 5월 2일, 카자흐스탄의 수도 아스타나의 법원은 세 아들의 아버지이자 남편인 61세의 남성에게 성경 교육 활동을 한 혐의로 5년 구금형을 내렸다. 그는 테이무르 아흐메도프로 여호와의 증인 신자였다. 법원은 그의 설교와 교육 활동에 대해 '종교 불화를 야기'하고 '[종교의] 우월성을 옹호한다'고 하였다. 그 외에도 재판관은 아흐메도프의 성경 교육 활동 참여에 3년 금지령을 내렸다. 아흐메도프의 출혈성 종양에 대한 치료를 요구하는등의 의학 문제는 고려되지 않았고 그가 요구한 치료는 거부되고 있다.
문화가 탄압된 시기 몇 십 년이 지나고, 카자흐스탄 사람들은 종교를 통해 일부 자신의 민족적 정체성을 표할 필요성을 느꼈다. 양적 연구에서는, 새로운 법률이 제정되면서 종교적 믿음에 대한 제한들이 철회되고 신앙의 완전한 자유가 선포된 후 초기 몇 년간 카자흐스탄에서 시민들의 종교 활동이 급격히 증가한 것으로 나타났다. 수백 개에 달하는 모스크, 시나고그, 교회, 그밖의 종교 건축물들이 이때 지어졌다. 모든 종교들이 신자와 시설의 수가 늘어나는 이득을 보았다. 독립 이전에는 없었던 여러 종파들이 카자흐스탄에 들어와, 수많은 사람들을 이끌었다. 정부는 이 활동을 지원했고, 모든 종교 단체들과 신자들에게 평등을 제공하기 위한 최선의 노력을 다하였다. 그렇지만 1990년대 말에, 신앙 정도에 약간의 감소가 발생했다. 2008년 6월에 검토 중이던 종교법 초안은 종교의 자유와 인권에 대한 일반적 기준을 충족하려는 의도가 있는지에 대해 전세계 우려를 불러일으켰다.

## 종교

### 이슬람교

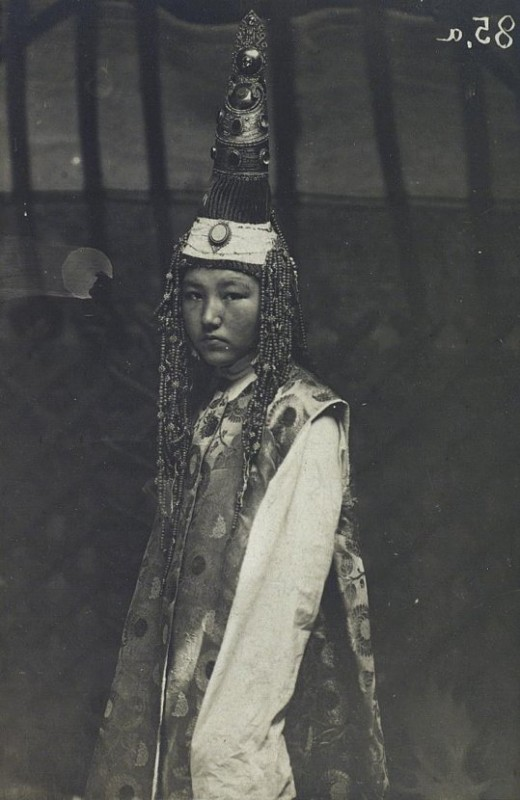
전통 복장을 한 카자흐인 이맘

이슬람교는 카자흐스탄에서 가장 흔하게 믿는 종교로, 9세기에 걸프 지역에서 전래되었다. 전통적으로 카자흐계 민족들은 하나피파를 따르는 무슬림들이다.
카자흐인들이 다른 민족들을 포함하는 모든 무슬림 중에 90% 이상을 차지한다. 카자흐스탄 남부 지역에 스스로를 무슬림이라 인식하는 비중이 가장 높다.

### 기독교

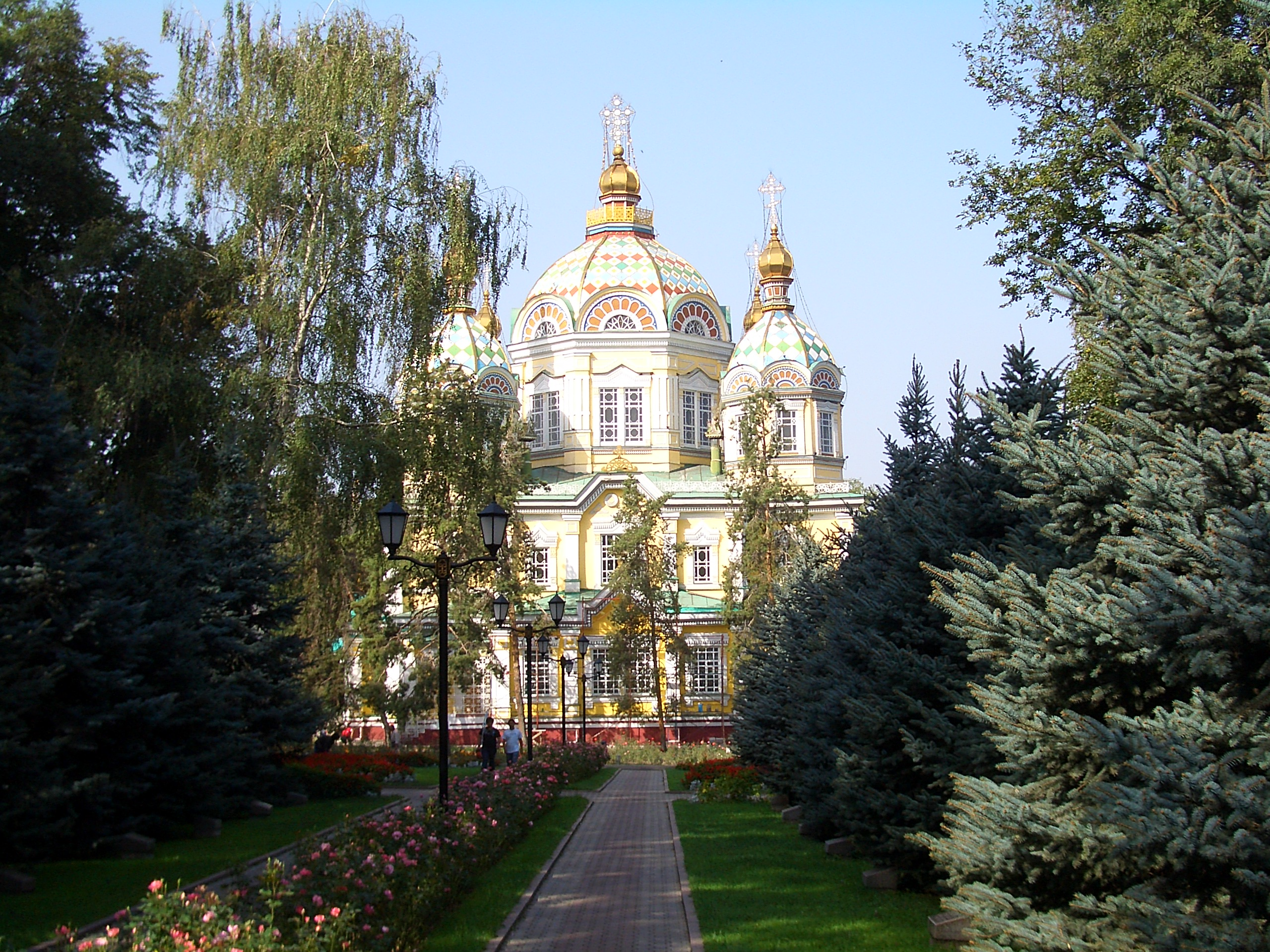
알마티의 젠코프 대성당

2021년 인구 조사에서 카자흐스탄 인구의 17.19%가 기독교인으로 나타났다. 다른 자료에서는 인구의 24%가 정교도이고, 1%는 개신교도나 천주교도, 1%는 그 외의 기독교 종파에 속한다고 제시되었다.
2009년, 기독교 집단에는 루터교, 장로교, 감리교, 침례교, 오순절교회, 제칠일안식일예수재림교회, 메노파,  모르몬교 등이 있었다.
여호와의 증인은 과거에 정부의 많은 제한을 받았으나 여전히 카자흐스탄에 존재한다.
가톨릭 작가 로즈 다우서트는 2018년에 "카자흐스탄은 전통주의 가톨릭의 기이한 중심지이다"라고 언급한 바 있다.

### 바하이교
카자흐스탄의 바하이교는 과거 소비에트 연방 시절 종교 탄압 기간에 시작되었다. 이 시기 이전, 러시아 제국의 일부였던 카자흐스탄은 저 옛날 1847년부터 바하이교와 간접적 접촉을 해왔을 것이다. 바하이교 개척자들이 입국하고 나서, 바하이교 공동체는 나라 전체 비율로는 얼마 되지 않지만 이슬람교와 기독교 다음으로 큰 종교 공동체로 성장했다. 1994년경 카자흐스탄 바하이 단체가 선임되었고 공동체는 다양한 관심 분야에서 활동을 배로 늘리기 시작했다. 종교 데이터 아카이브 협회 (세계기독교백과사전에 근거)는 2010년 기준으로 약 7,000명의 바하이교도가 있을 것으로 추산했다.

### 유대교

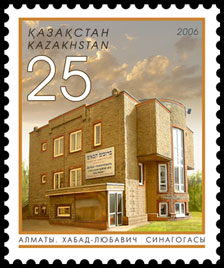
2006년 카자흐스탄 우편에 묘사된 알마티의 하바드-루바티츠 시나고그.

카자흐스탄의 유대인 역사는 긴 역사를 지녔으며, 카자흐스탄 내 전체 인구의 1%가 안 되는 대략 2,500명-3,300명의 유대인들이 존재한다. 카자흐스탄의 유대인들은 아슈케나즈들로 러시아어를 사용한다.

### 불교
불교는 17세기 이래로 불교에 존재하고 있으며, 발굴 기간 학자들에 의해 발견된 옛 승탑과 신전 등으로 확인된다. 현재, 카자흐스탄 내에 공식적으로 인가 받은 불교 단체는 두 개뿐이며, 하나는 한국에서 발생한 원불교와 나머지는 티베트 불교 단체이다.
2009년 인구 조사에 따르면, 카자흐스탄 내 불교도 14,663명이 있었다. 또한, 2021년 카자흐스탄 내 실시된 인구 조사 결과에 따르면, 불교도 약 15,458명이 있었다.

### 힌두교
카자흐스탄의 힌두교인들은 주로 크리슈나 의식국제협회 소속 및 인도에서 건너온 이들이다. ARDA에 따르면 2010년에 카자흐스탄내 힌두교도 약 801명이 있었다.

### 전통 신앙
- 로드노베리에

### 텡그리교
텡그리 신앙은 샤머니즘, 애니미즘, 토테미즘, 다신교 및 일신교, 조상 숭배 등이 특징인 중앙아시아의 종교이다. 튀르크족, 몽골족, 헝가리인, 흉노족, 훈족 등에서 유행하던 종교이자 돌궐, 서돌궐, 고대 대불가리아, 불가리아 제1제국, 하자르 칸국 등 옛 튀르크 다섯 국가들의 종교였다. '이릭 비티그'에서, 텡그리교는 'Türük Tängrisi' (튀르크족의 신)으로 언급된다.
텡그리 신자들은 자신들의 존재가 영원한 푸른 하늘 (텡그리), 비옥한 대지모 (우마이), 하늘의 신령으로 여겨지는 지배자 등을 통해 지속된다고 보았다. 하늘, 대지, 자연의 정령, 조상 등이 모든 인간들이 필요로 한 것과 보호를 제공한다고 생각한다. 올바르고, 존경받는 삶을 살며, 인간은 자신의 세계의 균형을 유지하고 본인의 바람의 말 또는 영혼을 완벽하게 할 수 있다고 본다. 캅카스 북부의 훈족들은 페르시아의 에스판디여르와 동일한 것이라 여겨지는 탕그리 한 (Tangri Han 또는 텡그리 칸) 및 쿠아르 (Kuar, 번개를 내림으로써 천벌을 내림) 등 두 신을 섬겼다고 전해진다. 텡그리교는 카자흐스탄, 사하 공화국, 부랴티아, 투, 몽골 등에서 티베트 불교 및 부르칸교와 더불어 믿어진다.

## 종교의 자유와 종교의 관용
카자흐스탄은 매우 다양하고 안정적인 종교적 배경을 지닌 나라이다. 하지만, 일부에서는 개종 활동들이 문제를 일으키고 있다는 이유로 하레 크리슈나스와 여호와의 증인에 대한 박해가 이뤄지고 있다고 전한다.
카자흐스탄 공화국의 헌법 제22조에서는 "모든 이가 양심의 자유에 대한 권리가 있다"라고 언급하고 있다. 2011년 5월 18일, 카자흐스탄 대통령은 종교부 성립에 대한 법령을 채택했다. 종교부의 역할은 카자흐스탄 내 종교의 자유를 보장하기 위하여 정부와 종교 단체 및 민간 사회 조직들 간을 조정하는 것이다.
2003년 카자흐스탄은 자국 내 종교의 관용과 자유를 보장하기 위한 종교적 대화를 촉진하는 데 목표를 둔 세계 전통 종교 지도자 회의를 열었다.
2023년, 카자흐스탄은 종교의 자유에 있어 4점 만점에 1점을 기록했다. 시민들의 추가적인 제한을 건 2022년 법률 개정에 따른 것이었다.

## 종교 분포
2021년 인구 조사 기준:
| 종교           | 이슬람교   | 이슬람교 | 기독교    | 기독교 | 그 외  | 그 외 | 무신론  | 무신론 | 불명      | 불명   |
| 종교           | #          | %        | #         | %      | #      | %     | #       | %      | #         | %      |
| -------------- | ---------- | -------- | --------- | ------ | ------ | ----- | ------- | ------ | --------- | ------ |
| 합계           | 13,297,775 | 69.31%   | 3,297,550 | 17.19% | 45,897 | 0.24% | 432,140 | 2.25%  | 2,112,653 | 11.01% |
| 아크몰라주     | 362,070    | 46.24%   | 287,619   | 36.73% | 1,481  | 0.19% | 14,578  | 1.86%  | 117,247   | 14.97% |
| 악퇴베주       | 760,924    | 83.97%   | 88,968    | 9.82%  | 1,788  | 0.20% | 15,298  | 1.69%  | 39,242    | 4.33%  |
| 알마티         | 1,172,838  | 57.77%   | 353,477   | 17.41% | 11,501 | 0.56% | 87,622  | 4.32%  | 404,847   | 19.94% |
| 알마티주       | 1,482,673  | 69.07%   | 213,791   | 9.96%  | 5,340  | 0.25% | 28,045  | 1.31%  | 416,727   | 19.41% |
| 아스타         | 968,445    | 78.48%   | 135,656   | 10.99% | 3,686  | 0.30% | 28,474  | 2.31%  | 97,781    | 7.92%  |
| 아티라우주     | 563,53     | 83.66%   | 29,513    | 4.38%  | 870    | 0.13% | 6,395   | 0.95%  | 73,284    | 10.88% |
| 동카자흐스탄주 | 846,457    | 63.11%   | 447,764   | 33.38% | 2,984  | 0.22% | 28,108  | 2.10%  | 15,979    | 1.19%  |
| 잠빌주         | 1,009,257  | 84.16%   | 90,275    | 7.53%  | 2,045  | 0.17% | 14,403  | 1.20%  | 83,279    | 6.94%  |
| 카라간다주     | 701,013    | 51.99%   | 441,806   | 32.76% | 5,988  | 0.44% | 50,671  | 3.76%  | 148,990   | 11.05% |
| 코스타나이주   | 308,024    | 36.95%   | 366,880   | 44.01% | 1,244  | 0.28% | 40,343  | 4.84%  | 116,064   | 13.92% |
| 키질로르다주   | 784,051    | 96.21%   | 14,465    | 1.77%  | 666    | 0.09% | 2,722   | 0.33%  | 13,027    | 1.60%  |
| 망기스타우주   | 508,701    | 69.21%   | 30,967    | 4.18%  | 907    | 0.16% | 32,191  | 4.38%  | 162,242   | 22.07% |
| 파블로다르주   | 431,885    | 57.07%   | 286,298   | 37.83% | 1,807  | 0.24% | 16,508  | 2.18%  | 20,257    | 2.68%  |
| 북카자흐스탄주 | 209,397    | 38.72%   | 298,288   | 55.16% | 1,143  | 0.21% | 10,035  | 1.86%  | 21,923    | 4.05%  |
| 투르키스탄주   | 1,897,485  | 92.38%   | 32,341    | 1.57%  | 792    | 0.05% | 5,009   | 0.24%  | 118,394   | 5.76%  |
| 서카자흐스탄주 | 529,961    | 78.44%   | 106,732   | 15.80% | 1,342  | 0.19% | 11,147  | 1.65%  | 26,473    | 3.92%  |

## 민족 집단별 종교
2009년 인구  조사 자료에 따르면, 중앙아시아 튀르크족의 대부분은 무슬림이고 슬라브족은 정교도 (러시아계의 1% 이상은 무슬림이다)이고, 고려인은 기독교, 불교, 무신론, 이슬람교를 포함한 다양한 신앙들이 섞여 있다:
| 민족 집단      | 이슬람교 | 기독교 | 유대교 | 불교   | 그 외 | 무신론 | NA    |
| -------------- | -------- | ------ | ------ | ------ | ----- | ------ | ----- |
| 합계           | 70.20%   | 36.32% | 0.03%  | 0.09%  | 0.02% | 2.82%  | 0.51% |
| 카자흐인       | 99.80%   | 0.9%   | 0.02%  | 0.01%  | 0.02% | 0.01%  | 0.26% |
| 러시아인       | 1.43%    | 91.64% | 0.04%  | 0.02%  | 0.03% | 6.09%  | 0.75% |
| 우즈벡인       | 99.05%   | 0.39%  | 0.01%  | 0.01%  | 0.02% | 0.37%  | 0.16% |
| 우크라이나인   | 0.94%    | 90.74% | 0.03%  | 0.01%  | 0.02% | 7.31%  | 0.94% |
| 위구르인       | 98.35%   | 0.51%  | 0.02%  | 0.01%  | 0.03% | 0.61%  | 0.47% |
| 타타르인       | 79.57%   | 10.24% | 0.02%  | 0.03%  | 0.06% | 8.11%  | 1.97% |
| 게르만인       | 1.58%    | 81.59% | 0.05%  | 0.04%  | 0.11% | 13.96% | 2.68% |
| 고려인         | 5.24%    | 49.35% | 0.21%  | 11.40% | 0.14% | 28.51% | 5.16% |
| 튀르크인       | 99.13%   | 0.30%  | 0.01%  | 0.01%  | 0.02% | 0.33%  | 0.21% |
| 아제르바이잔인 | 94.81%   | 2.51%  | 0.02%  | 0.02%  | 0.03% | 1.86%  | 0.76% |
| 벨라루스인     | 0.79%    | 90.16% | 0.04%  | 0.01%  | 0.03% | 7.82%  | 1.15% |
| 둥간족         | 98.93%   | 0.37%  | 0.01%  | 0.03%  | 0.04% | 0.34%  | 0.28% |
| 쿠르드족       | 98.28%   | 0.53%  | 0.03%  | 0.02%  | 0.02% | 0.74%  | 0.38% |
| 타지크인       | 97.78%   | 0.91%  | 0.01%  | 0.02%  | 0.08% | 0.85%  | 0.35% |
| 폴란드인인     | 0.69%    | 90.07% | 0.04%  | 0.01%  | 0.13% | 7.30%  | 1.76% |
| 체첸인         | 93.69%   | 2.99%  | 0.02%  | 0.01%  | 0.05% | 2.08%  | 1.16% |
| 키르키즈인     | 96.67%   | 0.89%  | 0.03%  | 0.03%  | 0.02% | 1.51%  | 0.86% |
| 그 외          | 34.69%   | 52.32% | 0.82%  | 0.91%  | 0.13% | 8.44%  | 2.69% |

## 같이 보기
- 카자흐스탄의 인구